# خافيير غاليغو
خافيير غاليغو (بالإسبانية: Javier Gallego)‏ هو صحفي وطبال وشاعر إسباني، ولد في 1975 في مدريد في إسبانيا.

## وصلات خارجية
- خافيير غاليغو على موقع IMDb (الإنجليزية)